# Гастон Армелін
Гастон Армелін (25 січня 1860 , Монтобан  — 18 листопада 1941 , Париж ) — французький поет і астроном, творець календаря Армеліна.

## Біографія
Народився в Монтобані 25 січня 1860 року. Дитинство провів у Нормандії. У віці 18-ти років переїхав у Париж. Там став працювати у військовому міністерстві, де і пропрацював усе життя. Був удостоєний звання вищого офіцера Ордена Почесного легіону. У 1887 році вступив до Французького астрономічного товариства, ставши його 42-м членом. У 1890 році став членом Бюро цього товариства. Протягом десяти років виконував функції помічника секретаря астрономічного товариства.
Захоплювався живописом (його наставником був Каролюс-Дюран). Портрет молодої дівчини роботи Армеліна навіть виставлявся в Паризькому салоні. Видав кілька збірок віршів і поем, деякі з яких були удостоєні низки престижних французьких літературних премій. Був членом комітету Товариства французьких поетів, членом Ради директорів Фонду Віктора-Гюго та інших.

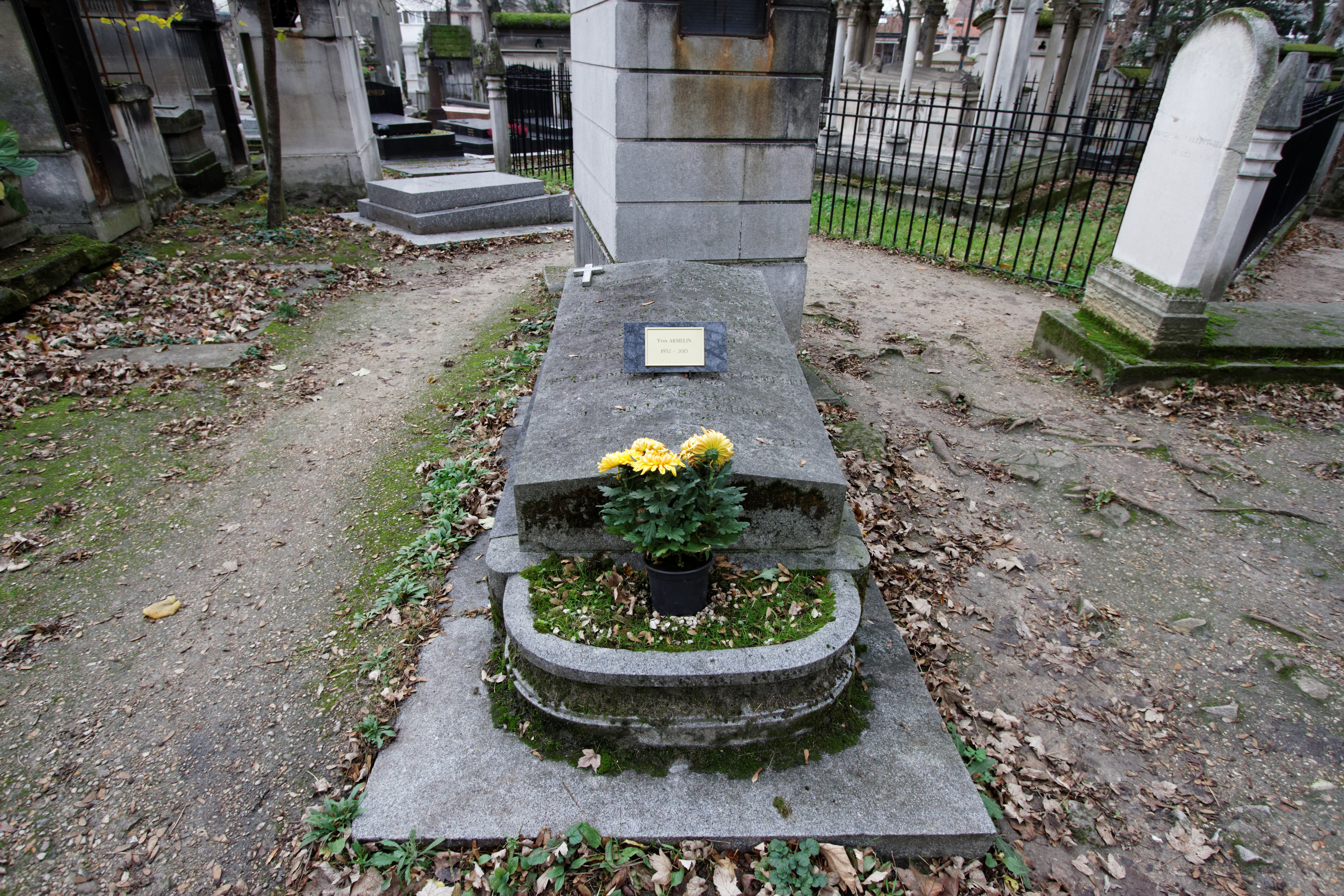
Могила Гастона Армеліна

Помер 18 листопада 1941 року від емболії. Похований у Парижі на кладовищі Пер-Лашез.

## Календар Армеліна
28 лютого 1887 року відбулися 2-гі збори Французького астрономічного товариства, на якому було оголошено конкурс зі створення всесвітнього календаря. У грудні 1887 року було визначено переможця конкурсу, яким став проект календаря, підготовлений Гастоном Армеліном. Саме цей проєкт переміг у конкурсі та отримав першу премію Французького астрономічного товариства. Пізніше цей проект календаря обговорювали у Французькій академії наук.
У 1937 року Міжнародний комітет з реформи календаря виніс на обговорення Ліги Націй проєкт календаря Армеліна, який був попередньо схвалений урядами 70 країн. Однак почалася Друга світова війна, яка призупинила роботу зі всесвітньої реформи календаря.
1954 року на 18-й сесії економічної та соціальної ради ООН було повторно схвалено проєкт всесвітнього календаря, в основі якого лежав календар Армеліна, який і було запропоновано до обговорення на Генеральній Асамблеї. Однак через позицію Ватикану, який виступив проти календаря, проект було відхилено.

### Поезія
- 1888 — Земля предків — La Terre des aïeux
- 1890 — Слава переможених (Фламмаріон) — La gloire des vaincus (Flammarion)
- 1892 — Ангел Жанни — L'Angelus de Jeanne
- 1897 — Золота книга 1870 — Le livre d'or de 1870
- 1899 — Архангел битв — L'Archange des batailles
- 1903 — Ваграм — Wagram
- 1904 — Сонцестояння, або Вірші, прочитані на вечірці на честь літнього сонцестояння на Ейфелевій вежі, 21 червня 1904 року — Solstice, poésie dite à la fête du solstice d'été, sur la tour Eiffel, le 21 juin 1904
- 1904 — Поля битв Гельвеції — Champs de bataille d'Helvétie
- 1905 — Поема про Велику армію, Швабію, Австрію та Моравію (1805) — Le Poème de la grande armée, Souabe, Autriche, Moravie (1805)
- 1920 — Буколіки Вергілія — Les Bucoliques de Virgile
- 1922 — Жирар де В'єнн (віршований переклад Каролінгського циклу) — Girard de Vienne. Chanson de geste d'après le trouvère Bertrand de Bar (L'Epopée carlovingienne)
- 1926 — Орлеаніда. Суд Божевільного короля, історична поема — L'Orléanide. La Cour du roi fou, poème historique
- 1929 — Ож'є Датчанин і дитинство Роланда (віршований переклад Каролінгського циклу) — Ogier le Danois et l'enfance de Roland (L'épopée carlovingienne)

### Наукові праці
- Réforme du calendrier. // L'Astronomie, 1888, t. 7, p. 347—349.

## Нагороди

### Літературні премії
- 1893 — Премія Аршон-Десперуз[fr] за поему «Слава переможених»[5].
- 1898 — Монтіонівська премія за поему «Золота книга 1870»[5].
- 1930 — Премія Аршон-Десперуз[fr] за поему «Ож'є Датчанин і дитинство Роланда»[5].

### Наукові нагороди
- 1887 — головний приз Французького астрономічного товариства за проект реформи календаря[6][7].
- 1909 — Prix des Dames[fr][8]

## Сім'я
- Сестра — місіс Депінче (Depincée)
- Син — Гастон Армелін